# Interlands Panamees voetbalelftal 2010-2019
Deze pagina toont een chronologisch en gedetailleerd overzicht van de interlands die het Panamees voetbalelftal speelde in de periode 2010 – 2019.

## Interlands

### 2010
|                                                 |                                         |       |                   |                                                                                                |
| 21 januari Vriendschappelijk «onderlinge duels» | Chili                                   | 2 – 1 | Panama            | Francisco Sánchez Rumoroso, Coquimbo Toeschouwers: 15.000 Scheidsrechter: Martín Vázquez (URU) |
| 21 januari Vriendschappelijk «onderlinge duels» | Esteban Paredes 51' Esteban Paredes 53' |       | 87' Roberto Brown | Francisco Sánchez Rumoroso, Coquimbo Toeschouwers: 15.000 Scheidsrechter: Martín Vázquez (URU) |

|                                              |                           |       |                                |                                                                                              |
| 3 maart Vriendschappelijk «onderlinge duels» | Venezuela                 | 1 – 2 | Panama                         | Estadio Metropolitano, Barquisimeto Toeschouwers: 37.000 Scheidsrechter: José Buitrago (COL) |
| 3 maart Vriendschappelijk «onderlinge duels» | César González 90' (pen.) |       | 8' Román Torres 50' Blas Pérez | Estadio Metropolitano, Barquisimeto Toeschouwers: 37.000 Scheidsrechter: José Buitrago (COL) |

|                                                  |                                                    |       |                         |                                                                                                |
| 11 augustus Vriendschappelijk «onderlinge duels» | Panama                                             | 3 – 1 | Venezuela               | Estadio Rommel Fernández, Panama-Stad Toeschouwers: 2.000 Scheidsrechter: Wálter Quesada (CRC) |
| 11 augustus Vriendschappelijk «onderlinge duels» | Luis Tejada 76' Blas Pérez 88' Edwin Aguilar 90+1' |       | 71' Oswaldo Vizcarrondo | Estadio Rommel Fernández, Panama-Stad Toeschouwers: 2.000 Scheidsrechter: Wálter Quesada (CRC) |

|                                                  |                                 |       |                                         |                                                                                                  |
| 3 september Vriendschappelijk «onderlinge duels» | Panama                          | 2 – 2 | Costa Rica                              | Estadio Rommel Fernández, Panama-Stad Toeschouwers: 25.463 Scheidsrechter: Paul Delgadillo (MEX) |
| 3 september Vriendschappelijk «onderlinge duels» | Luis Tejada 28' Luis Tejada 39' |       | 9' Michael Barrantes 52' Álvaro Saborío | Estadio Rommel Fernández, Panama-Stad Toeschouwers: 25.463 Scheidsrechter: Paul Delgadillo (MEX) |

|                                                  |                                                            |       |                    |                                                                                            |
| 7 september Vriendschappelijk «onderlinge duels» | Panama                                                     | 3 – 0 | Trinidad en Tobago | Estadio Rommel Fernández, Panama-Stad Toeschouwers: 12.000 Scheidsrechter: Hugo Cruz (CRC) |
| 7 september Vriendschappelijk «onderlinge duels» | Edwin Aguilar 14' Luis Tejada 76' Gabriel Gómez 87' (pen.) |       |                    | Estadio Rommel Fernández, Panama-Stad Toeschouwers: 12.000 Scheidsrechter: Hugo Cruz (CRC) |

|                                                |                |       |             |                                                                                             |
| 8 oktober Vriendschappelijk «onderlinge duels» | Panama         | 1 – 0 | El Salvador | Estadio Rommel Fernández, Panama-Stad Toeschouwers: 15.000 Scheidsrechter: Óscar Ruiz (COL) |
| 8 oktober Vriendschappelijk «onderlinge duels» | Blas Pérez 62' |       |             | Estadio Rommel Fernández, Panama-Stad Toeschouwers: 15.000 Scheidsrechter: Óscar Ruiz (COL) |

|                                                 |                    |       |      |                                                                                                 |
| 12 oktober Vriendschappelijk «onderlinge duels» | Panama             | 1 – 0 | Peru | Estadio Rommel Fernández, Panama-Stad Toeschouwers: 14.000 Scheidsrechter: Ricardo Cerdas (CRC) |
| 12 oktober Vriendschappelijk «onderlinge duels» | Gabriel Torres 78' |       |      | Estadio Rommel Fernández, Panama-Stad Toeschouwers: 14.000 Scheidsrechter: Ricardo Cerdas (CRC) |

|                                                 |        |                                                                |      | |
| 26 oktober Vriendschappelijk «onderlinge duels» | Panama | 0 – 3                                                          | Cuba | Estadio Rommel Fernández, Panama-Stad Toeschouwers: 2.116 Scheidsrechter: Roberto Moreno Salazar (PAN) |
| 26 oktober Vriendschappelijk «onderlinge duels» |        | 44' Yénier Márquez 45' Armando Coroneaux 90' Armando Coroneaux |      | Estadio Rommel Fernández, Panama-Stad Toeschouwers: 2.116 Scheidsrechter: Roberto Moreno Salazar (PAN) |

|                                                  |                                    |       |          |                                                                                           |
| 16 november Vriendschappelijk «onderlinge duels» | Panama                             | 2 – 0 | Honduras | Estadio Rommel Fernández, Panama-Stad Toeschouwers: 3.646 Scheidsrechter: Hugo Cruz (CRC) |
| 16 november Vriendschappelijk «onderlinge duels» | Luis Tejada 25' Aramis Haywood 53' |       |          | Estadio Rommel Fernández, Panama-Stad Toeschouwers: 3.646 Scheidsrechter: Hugo Cruz (CRC) |

|                                                  |                                      |       |                   | |
| 18 december Vriendschappelijk «onderlinge duels» | Honduras                             | 2 – 1 | Panama            | Estadio Olimpico Metropolitano, San Pedro Sula Toeschouwers: 3.000 Scheidsrechter: Elmar Rodas (GUA) |
| 18 december Vriendschappelijk «onderlinge duels» | Johnny Leverón 7' Johnny Leverón 45' |       | 42' Edwin Aguilar | Estadio Olimpico Metropolitano, San Pedro Sula Toeschouwers: 3.000 Scheidsrechter: Elmar Rodas (GUA) |

### 2011
| Copa Centroamericana 2011 |
| ------------------------- |

|                                                            |                                     |       |        |                                                                                              |
| 14 januari Copa Centroamericana Groep A «onderlinge duels» | Panama                              | 2 – 0 | Belize | Estadio Rommel Fernández, Panama-Stad Toeschouwers: 10.000 Scheidsrechter: José Pineda (HON) |
| 14 januari Copa Centroamericana Groep A «onderlinge duels» | Edwin Aguilar 21' Roberto Brown 28' |       |        | Estadio Rommel Fernández, Panama-Stad Toeschouwers: 10.000 Scheidsrechter: José Pineda (HON) |

|                                                            |                                      |       |           |                                                                                               |
| 16 januari Copa Centroamericana Groep A «onderlinge duels» | Panama                               | 2 – 0 | Nicaragua | Estadio Rommel Fernández, Panama-Stad Toeschouwers: 6.000 Scheidsrechter: Gualter Lopez (GUA) |
| 16 januari Copa Centroamericana Groep A «onderlinge duels» | Armando Cooper 15' Luis Rentería 80' |       |           | Estadio Rommel Fernández, Panama-Stad Toeschouwers: 6.000 Scheidsrechter: Gualter Lopez (GUA) |

|                                                            |                                      |       |             |                                                                                                 |
| 18 januari Copa Centroamericana Groep A «onderlinge duels» | Panama                               | 2 – 0 | El Salvador | Estadio Rommel Fernández, Panama-Stad Toeschouwers: 20.000 Scheidsrechter: Roberto García (MEX) |
| 18 januari Copa Centroamericana Groep A «onderlinge duels» | Edwin Aguilar 25' Armando Cooper 79' |       |             | Estadio Rommel Fernández, Panama-Stad Toeschouwers: 20.000 Scheidsrechter: Roberto García (MEX) |

|                                                                 |                                                      |       |                                                                  |                                                                                               |
| 21 januari Copa Centroamericana Halve finale «onderlinge duels» | Panama                                               | 1 – 1 | Costa Rica                                                       | Estadio Rommel Fernández, Panama-Stad Toeschouwers: 10.000 Scheidsrechter: Joel Aguilar (SLV) |
| 21 januari Copa Centroamericana Halve finale «onderlinge duels» | Blas Pérez 76'                                       |       | 67' Celso Borges                                                 | Estadio Rommel Fernández, Panama-Stad Toeschouwers: 10.000 Scheidsrechter: Joel Aguilar (SLV) |
| 21 januari Copa Centroamericana Halve finale «onderlinge duels» | Strafschoppen                                        |       |                                                                  | Estadio Rommel Fernández, Panama-Stad Toeschouwers: 10.000 Scheidsrechter: Joel Aguilar (SLV) |
| 21 januari Copa Centroamericana Halve finale «onderlinge duels» | Blas Pérez Gabriel Torres Gabriel Gómez Felipe Baloy | 2 – 4 | Celso Borges Victor Núñez Marco Ureña Dennis Marshall Roy Miller | Estadio Rommel Fernández, Panama-Stad Toeschouwers: 10.000 Scheidsrechter: Joel Aguilar (SLV) |

|                                                              |                                                                          |       |                                                       |                                                                                         |
| 19 juni Copa Centroamericana Troostfinale «onderlinge duels» | Panama                                                                   | 1 – 1 | El Salvador                                           | RFK Stadium, Washington, D.C. Toeschouwers: 45.423 Scheidsrechter: Wálter Quesada (CRC) |
| 19 juni Copa Centroamericana Troostfinale «onderlinge duels» | Luis Tejada 89'                                                          |       | 78' (pen.) Rodolfo Zelaya                             | RFK Stadium, Washington, D.C. Toeschouwers: 45.423 Scheidsrechter: Wálter Quesada (CRC) |
| 19 juni Copa Centroamericana Troostfinale «onderlinge duels» | Strafschoppen                                                            |       |                                                       | RFK Stadium, Washington, D.C. Toeschouwers: 45.423 Scheidsrechter: Wálter Quesada (CRC) |
| 19 juni Copa Centroamericana Troostfinale «onderlinge duels» | Nelson Barahona Luis Rentería Anibal Godoy Amílcar Henríquez Luis Tejada | 5 – 3 | Dennis Alas Osael Romero Rodolfo Zelaya Andrés Flores | RFK Stadium, Washington, D.C. Toeschouwers: 45.423 Scheidsrechter: Wálter Quesada (CRC) |

|  |  |  |  |  |  |  |  |  |

|                                                 |                       |       |        |                                                                                           |
| 8 februari Vriendschappelijk «onderlinge duels» | Peru                  | 1 – 0 | Panama | Estadio 25 de Noviembre, Moquegua Toeschouwers: 8.600 Scheidsrechter: Darío Ubriaco (URU) |
| 8 februari Vriendschappelijk «onderlinge duels» | Orlando Contreras 40' |       |        | Estadio 25 de Noviembre, Moquegua Toeschouwers: 8.600 Scheidsrechter: Darío Ubriaco (URU) |

|                                               |                                     |       |         |                                                                                               |
| 25 maart Vriendschappelijk «onderlinge duels» | Panama                              | 2 – 0 | Bolivia | Estadio Rommel Fernández, Panama-Stad Toeschouwers: 10.000 Scheidsrechter: Walter López (GUA) |
| 25 maart Vriendschappelijk «onderlinge duels» | Gabriel Gómez 20' Luis Rentería 83' |       |         | Estadio Rommel Fernández, Panama-Stad Toeschouwers: 10.000 Scheidsrechter: Walter López (GUA) |

|                                               |      |                                        |        |                                                                                      |
| 29 maart Vriendschappelijk «onderlinge duels» | Cuba | 0 – 2                                  | Panama | Estadio Pedro Marrero, Havana Toeschouwers: 6.000 Scheidsrechter: David España (GUA) |
| 29 maart Vriendschappelijk «onderlinge duels» |      | 37' Luis Rentería 80' Alberto Quintero |        | Estadio Pedro Marrero, Havana Toeschouwers: 6.000 Scheidsrechter: David España (GUA) |

|                                             |                                       |       |         |                                                                                              |
| 29 mei Vriendschappelijk «onderlinge duels» | Panama                                | 2 – 0 | Grenada | Estadio Rommel Fernández, Panama-Stad Toeschouwers: 2.000 Scheidsrechter: Jafeth Perea (GUA) |
| 29 mei Vriendschappelijk «onderlinge duels» | Gabriel Gómez 2' Alberto Quintero 46' |       |         | Estadio Rommel Fernández, Panama-Stad Toeschouwers: 2.000 Scheidsrechter: Jafeth Perea (GUA) |

| CONCACAF Gold Cup 2011 |
| ---------------------- |

|                                                     |                                                         |       |                                   |                                                                             |
| 7 juni CONCACAF Gold Cup Groep C «onderlinge duels» | Panama                                                  | 3 – 2 | Guadeloupe                        | Ford Field, Detroit Toeschouwers: 28.209 Scheidsrechter: Marlon Mejia (SLV) |
| 7 juni CONCACAF Gold Cup Groep C «onderlinge duels» | Blas Pérez 29' Luis Tejada 31' Gabriel Gómez 58' (pen.) |       | 64' Brice Jovial 78' Brice Jovial | Ford Field, Detroit Toeschouwers: 28.209 Scheidsrechter: Marlon Mejia (SLV) |

|                                                      |                      |       |                                                  |                                                                                         |
| 11 juni CONCACAF Gold Cup Groep C «onderlinge duels» | Verenigde Staten     | 1 – 2 | Panama                                           | Raymond James Stadium, Tampa Toeschouwers: 27.731 Scheidsrechter: Marco Rodríguez (MEX) |
| 11 juni CONCACAF Gold Cup Groep C «onderlinge duels» | Clarence Goodson 66' |       | 19' Luis Tejada 36' (pen.) Gabriel Enrique Gómez | Raymond James Stadium, Tampa Toeschouwers: 27.731 Scheidsrechter: Marco Rodríguez (MEX) |

|                                                      |                              |       |                 |                                                                                        |
| 14 juni CONCACAF Gold Cup Groep C «onderlinge duels» | Canada                       | 1 – 1 | Panama          | KC Soccer Stadium, Kansas City Toeschouwers: 20.109 Scheidsrechter: Walter López (GUA) |
| 14 juni CONCACAF Gold Cup Groep C «onderlinge duels» | Dwayne De Rosario 62' (pen.) |       | 90' Luis Tejada | KC Soccer Stadium, Kansas City Toeschouwers: 20.109 Scheidsrechter: Walter López (GUA) |

|                                                          |                                                                          |       |                                                       |                                                                                         |
| 19 juni CONCACAF Gold Cup Kwartfinale «onderlinge duels» | Panama                                                                   | 1 – 1 | El Salvador                                           | RFK Stadium, Washington, D.C. Toeschouwers: 45.423 Scheidsrechter: Walter Quesada (CRC) |
| 19 juni CONCACAF Gold Cup Kwartfinale «onderlinge duels» | Luis Tejada 89'                                                          |       | 78' (pen.) Rodolfo Zelaya                             | RFK Stadium, Washington, D.C. Toeschouwers: 45.423 Scheidsrechter: Walter Quesada (CRC) |
| 19 juni CONCACAF Gold Cup Kwartfinale «onderlinge duels» | Strafschoppen                                                            |       |                                                       | RFK Stadium, Washington, D.C. Toeschouwers: 45.423 Scheidsrechter: Walter Quesada (CRC) |
| 19 juni CONCACAF Gold Cup Kwartfinale «onderlinge duels» | Nelson Barahona Luis Rentería Anibal Godoy Amílcar Henríquez Luis Tejada | 5 – 3 | Dennis Alas Osael Romero Rodolfo Zelaya Andrés Flores | RFK Stadium, Washington, D.C. Toeschouwers: 45.423 Scheidsrechter: Walter Quesada (CRC) |

|                                                           |                   |       |        |                                                                                       |
| 22 juni CONCACAF Gold Cup Halve finale «onderlinge duels» | Verenigde Staten  | 1 – 0 | Panama | Reliant Stadium, Houston Toeschouwers: 70.627 Scheidsrechter: Enrico Wijngaarde (SUR) |
| 22 juni CONCACAF Gold Cup Halve finale «onderlinge duels» | Clint Dempsey 76' |       |        | Reliant Stadium, Houston Toeschouwers: 70.627 Scheidsrechter: Enrico Wijngaarde (SUR) |

|  |  |  |  |  |  |  |  |  |

|                                                  |              |       |                                                      | |
| 10 augustus Vriendschappelijk «onderlinge duels» | Bolivia      | 1 – 3 | Panama                                               | Estadio Ramón Aguilera Costas, Santa Cruz Toeschouwers: 10.000 Scheidsrechter: Víctor Carrillo (PER) |
| 10 augustus Vriendschappelijk «onderlinge duels» | Juan Arce 7' |       | 68' Luis Tejada 77' Luis Tejada 90+1' Armando Cooper | Estadio Ramón Aguilera Costas, Santa Cruz Toeschouwers: 10.000 Scheidsrechter: Víctor Carrillo (PER) |

|                                                  |        |                                           |          |                                                                                              |
| 2 september Vriendschappelijk «onderlinge duels» | Panama | 0 – 2                                     | Paraguay | Estadio Rommel Fernández, Panama-Stad Toeschouwers: 11.000 Scheidsrechter: José Pineda (HON) |
| 2 september Vriendschappelijk «onderlinge duels» |        | 8' (pen.) Óscar Cardozo 11' Robin Ramírez |          | Estadio Rommel Fernández, Panama-Stad Toeschouwers: 11.000 Scheidsrechter: José Pineda (HON) |

|                                                             |                         |       |                               |                                                                                  |
| 6 september Kwalificatie WK 2014 Groep C «onderlinge duels» | Nicaragua               | 1 – 2 | Panama                        | Estadio Nacional, Managua Toeschouwers: 10.521 Scheidsrechter: Oscar Reyna (GUA) |
| 6 september Kwalificatie WK 2014 Groep C «onderlinge duels» | Román Torres 18' (e.d.) |       | 7' Luis Tejada 50' Blas Pérez | Estadio Nacional, Managua Toeschouwers: 10.521 Scheidsrechter: Oscar Reyna (GUA) |

|                                                           |          |                                                                                     |        |                                                                                  |
| 7 oktober Kwalificatie WK 2014 Groep C «onderlinge duels» | Dominica | 0 – 5                                                                               | Panama | Windsor Park, Roseau Toeschouwers: 4.000 Scheidsrechter: Enrico Wijngaarde (SUR) |
| 7 oktober Kwalificatie WK 2014 Groep C «onderlinge duels» |          | 26' Amir Waithe 34' Luis Tejada 57' Blas Pérez 62' Ricardo Buitrago 89' Amir Waithe |        | Windsor Park, Roseau Toeschouwers: 4.000 Scheidsrechter: Enrico Wijngaarde (SUR) |

|                                                            |                                                                              |       |                  | |
| 11 oktober Kwalificatie WK 2014 Groep C «onderlinge duels» | Panama                                                                       | 5 – 1 | Nicaragua        | Estadio Rommel Fernández, Panama-Stad Toeschouwers: 10.846 Scheidsrechter: Edenilson Ventura (SLV) |
| 11 oktober Kwalificatie WK 2014 Groep C «onderlinge duels» | Luis Tejada 27' Blas Pérez 48' Blas Pérez 51' Luis Tejada 64' Blas Pérez 87' |       | 88' Daniel Reyes | Estadio Rommel Fernández, Panama-Stad Toeschouwers: 10.846 Scheidsrechter: Edenilson Ventura (SLV) |

|                                                  |                                         |       |            |                                                                                                |
| 11 november Vriendschappelijk «onderlinge duels» | Panama                                  | 2 – 0 | Costa Rica | Estadio Rommel Fernández, Panama-Stad Toeschouwers: 5.000 Scheidsrechter: Roberto García (MEX) |
| 11 november Vriendschappelijk «onderlinge duels» | Gabriel Gómez 26' (pen.) Blas Pérez 28' |       |            | Estadio Rommel Fernández, Panama-Stad Toeschouwers: 5.000 Scheidsrechter: Roberto García (MEX) |

|                                                             |                                                          |       |          |                                                                                              |
| 15 november Kwalificatie WK 2014 Groep C «onderlinge duels» | Panama                                                   | 3 – 0 | Dominica | Estadio Rommel Fernández, Panama-Stad Toeschouwers: 8.000 Scheidsrechter: Terry Vaughn (USA) |
| 15 november Kwalificatie WK 2014 Groep C «onderlinge duels» | Rolando Blackburn 6' Ricardo Buitrago 20' Blas Pérez 84' |       |          | Estadio Rommel Fernández, Panama-Stad Toeschouwers: 8.000 Scheidsrechter: Terry Vaughn (USA) |

### 2012
|                                                 |        |                |                  |                                                                                                   |
| 25 januari Vriendschappelijk «onderlinge duels» | Panama | 0 – 1          | Verenigde Staten | Estadio Rommel Fernández, Panama-Stad Toeschouwers: 22.403 Scheidsrechter: Francisco Chacón (MEX) |
| 25 januari Vriendschappelijk «onderlinge duels» |        | 8' Graham Zusi |                  | Estadio Rommel Fernández, Panama-Stad Toeschouwers: 22.403 Scheidsrechter: Francisco Chacón (MEX) |

|                                                  |                      |       |        |                                                                                     |
| 29 februari Vriendschappelijk «onderlinge duels» | Paraguay             | 1 – 0 | Panama | Estadio La Olla, Asunción Toeschouwers: 10.000 Scheidsrechter: Patricio Polic (CHI) |
| 29 februari Vriendschappelijk «onderlinge duels» | Jonathan Santana 88' |       |        | Estadio La Olla, Asunción Toeschouwers: 10.000 Scheidsrechter: Patricio Polic (CHI) |

|                                             |                                 |       |        |                                                                                             |
| 20 mei Vriendschappelijk «onderlinge duels» | Panama                          | 2 – 0 | Guyana | Estadio Rommel Fernández, Panama-Stad Toeschouwers: geen Scheidsrechter: Jafeth Perea (PAN) |
| 20 mei Vriendschappelijk «onderlinge duels» | Yairo Yau 70' Darwin Pinzón 73' |       |        | Estadio Rommel Fernández, Panama-Stad Toeschouwers: geen Scheidsrechter: Jafeth Perea (PAN) |

|                                             |         |                   |        |                                                                                         |
| 27 mei Vriendschappelijk «onderlinge duels» | Jamaica | 0 – 1             | Panama | Independence Park, Kingston Toeschouwers: 11.000 Scheidsrechter: Mauricio Morales (MEX) |
| 27 mei Vriendschappelijk «onderlinge duels» |         | 19' Luis Rentería |        | Independence Park, Kingston Toeschouwers: 11.000 Scheidsrechter: Mauricio Morales (MEX) |

|                                             |                                  |       |                   |                                                                                                 |
| 1 juni Vriendschappelijk «onderlinge duels» | Panama                           | 2 – 1 | Jamaica           | Estadio Rommel Fernández, Panama-Stad Toeschouwers: 17.000 Scheidsrechter: Ricardo Cerdas (CRC) |
| 1 juni Vriendschappelijk «onderlinge duels» | Blas Pérez 34' Luis Rentería 76' |       | 43' Dane Richards | Estadio Rommel Fernández, Panama-Stad Toeschouwers: 17.000 Scheidsrechter: Ricardo Cerdas (CRC) |

|                                                        |          |                               |        | |
| 8 juni Kwalificatie WK 2014 Groep 3 «onderlinge duels» | Honduras | 0 – 2                         | Panama | Estadio Olímpico Metropolitano, San Pedro Sula Toeschouwers: 28.215 Scheidsrechter: Roberto García Orozco (MEX) |
| 8 juni Kwalificatie WK 2014 Groep 3 «onderlinge duels» |          | 64' Blas Pérez 80' Blas Pérez |        | Estadio Olímpico Metropolitano, San Pedro Sula Toeschouwers: 28.215 Scheidsrechter: Roberto García Orozco (MEX) |

|                                                         |                     |       |      |                                                                                              |
| 12 juni Kwalificatie WK 2014 Groep 3 «onderlinge duels» | Panama              | 1 – 0 | Cuba | Estadio Rommel Fernández, Panama-Stad Toeschouwers: 21.000 Scheidsrechter: Mark Geiger (USA) |
| 12 juni Kwalificatie WK 2014 Groep 3 «onderlinge duels» | Nelson Barahona 58' |       |      | Estadio Rommel Fernández, Panama-Stad Toeschouwers: 21.000 Scheidsrechter: Mark Geiger (USA) |

|                                                  |                                           |       |        |                                                                              |
| 15 augustus Vriendschappelijk «onderlinge duels» | Portugal                                  | 2 – 0 | Panama | Estádio Algarve, Faro Toeschouwers: 24.181 Scheidsrechter: César Muñiz (ESP) |
| 15 augustus Vriendschappelijk «onderlinge duels» | Nélson Oliveira 30' Cristiano Ronaldo 51' |       |        | Estádio Algarve, Faro Toeschouwers: 24.181 Scheidsrechter: César Muñiz (ESP) |

|                                                             |                       |       |        |                                                                             |
| 7 september Kwalificatie WK 2014 Groep 3 «onderlinge duels» | Canada                | 1 – 0 | Panama | BMO Field, Toronto Toeschouwers: 17.586 Scheidsrechter: Jeffrey Solis (CRC) |
| 7 september Kwalificatie WK 2014 Groep 3 «onderlinge duels» | Dwayne De Rosario 77' |       |        | BMO Field, Toronto Toeschouwers: 17.586 Scheidsrechter: Jeffrey Solis (CRC) |

|                                                              |                                      |       |        |                                                                                                |
| 11 september Kwalificatie WK 2014 Groep 3 «onderlinge duels» | Panama                               | 2 – 0 | Canada | Estadio Rommel Fernández, Panama-Stad Toeschouwers: 20.000 Scheidsrechter: Elmer Bonilla (SLV) |
| 11 september Kwalificatie WK 2014 Groep 3 «onderlinge duels» | Rolando Blackburn 24' Blas Pérez 58' |       |        | Estadio Rommel Fernández, Panama-Stad Toeschouwers: 20.000 Scheidsrechter: Elmer Bonilla (SLV) |

|                                                            |        |       |          |                                                                                               |
| 12 oktober Kwalificatie WK 2014 Groep 3 «onderlinge duels» | Panama | 0 – 0 | Honduras | Estadio Rommel Fernández, Panama-Stad Toeschouwers: 27.000 Scheidsrechter: Joel Aguilar (SLV) |
| 12 oktober Kwalificatie WK 2014 Groep 3 «onderlinge duels» |        |       |          | Estadio Rommel Fernández, Panama-Stad Toeschouwers: 27.000 Scheidsrechter: Joel Aguilar (SLV) |

|                                                            |                   |       |                     |                                                                                           |
| 16 oktober Kwalificatie WK 2014 Groep 3 «onderlinge duels» | Cuba              | 1 – 1 | Panama              | Estadio Pedro Marrero, Havana Toeschouwers: 3.500 Scheidsrechter: Stanley Lancaster (GUY) |
| 16 oktober Kwalificatie WK 2014 Groep 3 «onderlinge duels» | Alberto Gómez 37' |       | 77' Nelson Barahona | Estadio Pedro Marrero, Havana Toeschouwers: 3.500 Scheidsrechter: Stanley Lancaster (GUY) |

|                                                  |                          |       |                                                                         |                                                                                                   |
| 14 november Vriendschappelijk «onderlinge duels» | Panama                   | 1 – 5 | Spanje                                                                  | Estadio Rommel Fernández, Panama-Stad Toeschouwers: 26.000 Scheidsrechter: Mauricio Morales (MEX) |
| 14 november Vriendschappelijk «onderlinge duels» | Gabriel Gómez 87' (pen.) |       | 16' Pedro 30' David Villa 43' Pedro 82' Sergio Ramos 84' Markel Susaeta | Estadio Rommel Fernández, Panama-Stad Toeschouwers: 26.000 Scheidsrechter: Mauricio Morales (MEX) |

### 2013
|                                                 |                                                           |       |           |                                                                                               |
| 10 januari Vriendschappelijk «onderlinge duels» | Panama                                                    | 3 – 0 | Guatemala | Estadio Rommel Fernández, Panama-Stad Toeschouwers: onbekend Scheidsrechter: John Pitti (PAN) |
| 10 januari Vriendschappelijk «onderlinge duels» | Eybir Bonaga 67' Marcos Sánchez 77' Orlando Rodríguez 85' |       |           | Estadio Rommel Fernández, Panama-Stad Toeschouwers: onbekend Scheidsrechter: John Pitti (PAN) |

|                                                 |                                     |       |           |                                                                                                 |
| 13 januari Vriendschappelijk «onderlinge duels» | Panama                              | 2 – 0 | Guatemala | Estadio Rommel Fernández, Panama-Stad Toeschouwers: onbekend Scheidsrechter: Jafeth Perea (PAN) |
| 13 januari Vriendschappelijk «onderlinge duels» | Reggie Arosemena 33' Blas Pérez 45' |       |           | Estadio Rommel Fernández, Panama-Stad Toeschouwers: onbekend Scheidsrechter: Jafeth Perea (PAN) |

| Copa Centroamericana 2013 |
| ------------------------- |

|                                                            |        |       |             |                                                                                   |
| 20 januari Copa Centroamericana Groep B «onderlinge duels» | Panama | 0 – 0 | El Salvador | Estadio Nacional, San José Toeschouwers: 250 Scheidsrechter: Wálter Quesada (CRC) |
| 20 januari Copa Centroamericana Groep B «onderlinge duels» |        |       |             | Estadio Nacional, San José Toeschouwers: 250 Scheidsrechter: Wálter Quesada (CRC) |

|                                                            |                    |       |                       |                                                                                            |
| 22 januari Copa Centroamericana Groep B «onderlinge duels» | Panama             | 1 – 1 | Honduras              | Estadio Nacional, San José Toeschouwers: 3.450 Scheidsrechter: Roberto García Orozco (MEX) |
| 22 januari Copa Centroamericana Groep B «onderlinge duels» | Marcos Sánchez 13' |       | 31' Juan Pablo Montes | Estadio Nacional, San José Toeschouwers: 3.450 Scheidsrechter: Roberto García Orozco (MEX) |

|                                                                               |                 |       |                                                          |                                                                                   |
| 25 januari Copa Centroamericana Wedstrijd om vijfde plaats «onderlinge duels» | Guatemala       | 1 – 3 | Panama                                                   | Estadio Nacional, San José Toeschouwers: 279 Scheidsrechter: Wálter Quesada (CRC) |
| 25 januari Copa Centroamericana Wedstrijd om vijfde plaats «onderlinge duels» | Minor López 75' |       | 28' Blas Pérez 55' Alcibiades Rojas 85' Alberto Quintero | Estadio Nacional, San José Toeschouwers: 279 Scheidsrechter: Wálter Quesada (CRC) |

|  |  |  |  |  |  |  |  |  |

|                                                                 |                                     |       |                                   |                                                                                                   |
| 7 februari Kwalificatie WK 2014 Vierde ronde «onderlinge duels» | Panama                              | 2 – 2 | Costa Rica                        | Estadio Rommel Fernández, Panama-Stad Toeschouwers: 25.000 Scheidsrechter: Francisco Chacón (MEX) |
| 7 februari Kwalificatie WK 2014 Vierde ronde «onderlinge duels» | Luis Henríquez 15' Román Torres 26' |       | 39' Álvaro Saborio 84' Bryan Ruiz | Estadio Rommel Fernández, Panama-Stad Toeschouwers: 25.000 Scheidsrechter: Francisco Chacón (MEX) |

|                                                               |                   |       |                    |                                                                                         |
| 22 maart Kwalificatie WK 2014 Vierde ronde «onderlinge duels» | Jamaica           | 1 – 1 | Panama             | Independence Park, Kingston Toeschouwers: 25.000 Scheidsrechter: Héctor Rodríguez (HON) |
| 22 maart Kwalificatie WK 2014 Vierde ronde «onderlinge duels» | Marvin Elliot 22' |       | 65' Luis Henriquez | Independence Park, Kingston Toeschouwers: 25.000 Scheidsrechter: Héctor Rodríguez (HON) |

|                                                               |                               |       |          |                                                                                               |
| 26 maart Kwalificatie WK 2014 Vierde ronde «onderlinge duels» | Panama                        | 2 – 0 | Honduras | Estadio Rommel Fernández, Panama-Stad Toeschouwers: 18.253 Scheidsrechter: Jair Marrufo (USA) |
| 26 maart Kwalificatie WK 2014 Vierde ronde «onderlinge duels» | Luis Tejada 2' Blas Pérez 75' |       |          | Estadio Rommel Fernández, Panama-Stad Toeschouwers: 18.253 Scheidsrechter: Jair Marrufo (USA) |

|                                             |                       |       |                                        |                                                                                                |
| 1 juni Vriendschappelijk «onderlinge duels» | Panama                | 1 – 2 | Peru                                   | Estadio Rommel Fernández, Panama-Stad Toeschouwers: 4.000 Scheidsrechter: Henry Bejarano (CRC) |
| 1 juni Vriendschappelijk «onderlinge duels» | Rolando Blackburn 72' |       | 49' Yordy Reyna 83' Cristián Benavente | Estadio Rommel Fernández, Panama-Stad Toeschouwers: 4.000 Scheidsrechter: Henry Bejarano (CRC) |

|                                                             |        |       |        |                                                                                                 |
| 7 juni Kwalificatie WK 2014 Vierde ronde «onderlinge duels» | Panama | 0 – 0 | Mexico | Estadio Rommel Fernández, Panama-Stad Toeschouwers: 27.100 Scheidsrechter: Wálter Quesada (CRC) |
| 7 juni Kwalificatie WK 2014 Vierde ronde «onderlinge duels» |        |       |        | Estadio Rommel Fernández, Panama-Stad Toeschouwers: 27.100 Scheidsrechter: Wálter Quesada (CRC) |

|                                                              |                                     |       |        |                                                                                             |
| 11 juni Kwalificatie WK 2014 Vierde ronde «onderlinge duels» | Verenigde Staten                    | 2 – 0 | Panama | CenturyLink Field, Seattle Toeschouwers: 40.847 Scheidsrechter: Roberto García Orozco (MEX) |
| 11 juni Kwalificatie WK 2014 Vierde ronde «onderlinge duels» | Jozy Altidore 36' Eddie Johnson 53' |       |        | CenturyLink Field, Seattle Toeschouwers: 40.847 Scheidsrechter: Roberto García Orozco (MEX) |

|                                                              |                                 |       |        |                                                                                         |
| 18 juni Kwalificatie WK 2014 Vierde ronde «onderlinge duels» | Costa Rica                      | 2 – 0 | Panama | Estadio Nacional, San José Toeschouwers: 35.000 Scheidsrechter: Courtney Campbell (JAM) |
| 18 juni Kwalificatie WK 2014 Vierde ronde «onderlinge duels» | Bryan Ruiz 49' Celso Borges 52' |       |        | Estadio Nacional, San José Toeschouwers: 35.000 Scheidsrechter: Courtney Campbell (JAM) |

| CONCACAF Gold Cup 2013 |
| ---------------------- |

|                                                     |                    |       |                                             |                                                                               |
| 7 juli CONCACAF Gold Cup Groep A «onderlinge duels» | Mexico             | 1 – 2 | Panama                                      | Rose Bowl, Pasadena Toeschouwers: 56.822 Scheidsrechter: Wálter Quesada (CRC) |
| 7 juli CONCACAF Gold Cup Groep A «onderlinge duels» | Marco Fabián 45+2' |       | 7' (pen.) Gabriel Torres 48' Gabriel Torres | Rose Bowl, Pasadena Toeschouwers: 56.822 Scheidsrechter: Wálter Quesada (CRC) |

|                                                      |                           |       |            |                                                                                      |
| 11 juli CONCACAF Gold Cup Groep A «onderlinge duels» | Panama                    | 1 – 0 | Martinique | CenturyLink Field, Seattle Toeschouwers: 28.354 Scheidsrechter: Armando Castro (HON) |
| 11 juli CONCACAF Gold Cup Groep A «onderlinge duels» | Gabriel Torres 85' (pen.) |       |            | CenturyLink Field, Seattle Toeschouwers: 28.354 Scheidsrechter: Armando Castro (HON) |

|                                                      |        |       |        |                                                                                 |
| 14 juli CONCACAF Gold Cup Groep A «onderlinge duels» | Panama | 0 – 0 | Canada | Invesco Field, Denver Toeschouwers: 30.000 Scheidsrechter: Wálter Quesada (CRC) |
| 14 juli CONCACAF Gold Cup Groep A «onderlinge duels» |        |       |        | Invesco Field, Denver Toeschouwers: 30.000 Scheidsrechter: Wálter Quesada (CRC) |

|                                                          | |       |                  |                                                                              |
| 20 juli CONCACAF Gold Cup Kwartfinale «onderlinge duels» | Panama | 6 – 1 | Cuba             | Georgia Dome, Atlanta Toeschouwers: 54.229 Scheidsrechter: Mark Geiger (USA) |
| 20 juli CONCACAF Gold Cup Kwartfinale «onderlinge duels» | Gabriel Torres 25' (pen.) Gabriel Torres 37' Carlos Rodríguez 68' Blas Pérez 78' Jairo Jiménez 85' Blas Pérez 88' |       | 21' José Alfonso | Georgia Dome, Atlanta Toeschouwers: 54.229 Scheidsrechter: Mark Geiger (USA) |

|                                                           |                                 |       |                 |                                                                                         |
| 24 juli CONCACAF Gold Cup Halve finale «onderlinge duels» | Panama                          | 2 – 1 | Mexico          | Cowboys Stadium, Arlington Toeschouwers: 81.410 Scheidsrechter: Courtney Campbell (JAM) |
| 24 juli CONCACAF Gold Cup Halve finale «onderlinge duels» | Blas Pérez 13' Román Torres 61' |       | 26' Luis Montes | Cowboys Stadium, Arlington Toeschouwers: 81.410 Scheidsrechter: Courtney Campbell (JAM) |

|                                                     |                  |       |        |                                                                                |
| 28 juli CONCACAF Gold Cup Finale «onderlinge duels» | Verenigde Staten | 1 – 0 | Panama | Soldier Field, Chicago Toeschouwers: 57.920 Scheidsrechter: Joel Aguilar (SLV) |
| 28 juli CONCACAF Gold Cup Finale «onderlinge duels» | Brek Shea 69'    |       |        | Soldier Field, Chicago Toeschouwers: 57.920 Scheidsrechter: Joel Aguilar (SLV) |

|  |  |  |  |  |  |  |  |  |

|                                                                  |        |       |         |                                                                                               |
| 6 september Kwalificatie WK 2014 Vierde ronde «onderlinge duels» | Panama | 0 – 0 | Jamaica | Estadio Rommel Fernández, Panama-Stad Toeschouwers: 20.000 Scheidsrechter: Walter López (GUA) |
| 6 september Kwalificatie WK 2014 Vierde ronde «onderlinge duels» |        |       |         | Estadio Rommel Fernández, Panama-Stad Toeschouwers: 20.000 Scheidsrechter: Walter López (GUA) |

|                                                                   |                                       |       |                                     |                                                                                      |
| 10 september Kwalificatie WK 2014 Vierde ronde «onderlinge duels» | Honduras                              | 2 – 2 | Panama                              | Estadio Nacional, Tegucigalpa Toeschouwers: 26.582 Scheidsrechter: Mark Geiger (USA) |
| 10 september Kwalificatie WK 2014 Vierde ronde «onderlinge duels» | Carlos Costly 27' Wilson Palacios 60' |       | 49' Gabriel Torres 90' Roberto Chen | Estadio Nacional, Tegucigalpa Toeschouwers: 26.582 Scheidsrechter: Mark Geiger (USA) |

|                                                                 |                                    |       |                 |                                                                                     |
| 11 oktober Kwalificatie WK 2014 Vierde ronde «onderlinge duels» | Mexico                             | 2 – 1 | Panama          | Aztekenstadion, Mexico-Stad Toeschouwers: 90.758 Scheidsrechter: Joel Aguilar (SLV) |
| 11 oktober Kwalificatie WK 2014 Vierde ronde «onderlinge duels» | Oribe Peralta 40' Raúl Jiménez 85' |       | 81' Luis Tejada | Aztekenstadion, Mexico-Stad Toeschouwers: 90.758 Scheidsrechter: Joel Aguilar (SLV) |

|                                                                 |                                    |       |                                                            | |
| 15 oktober Kwalificatie WK 2014 Vierde ronde «onderlinge duels» | Panama                             | 2 – 3 | Verenigde Staten                                           | Estadio Rommel Fernández, Panama-Stad Toeschouwers: 18.254 Scheidsrechter: Courtney Campbell (JAM) |
| 15 oktober Kwalificatie WK 2014 Vierde ronde «onderlinge duels» | Gabriel Torres 18' Luis Tejada 84' |       | 64' Michael Orozco 90+2' Graham Zusi 90+3' Aron Jóhannsson | Estadio Rommel Fernández, Panama-Stad Toeschouwers: 18.254 Scheidsrechter: Courtney Campbell (JAM) |

### 2014
|                                             |                   |       |                        |                                                                                |
| 31 mei Vriendschappelijk «onderlinge duels» | Panama            | 1 – 1 | Servië                 | Toyota Park, Bridgeview Toeschouwers: 3.000 Scheidsrechter: Marlon Mejia (SLV) |
| 31 mei Vriendschappelijk «onderlinge duels» | Gabriel Gómez 59' |       | 24' Branislav Ivanović | Toyota Park, Bridgeview Toeschouwers: 3.000 Scheidsrechter: Marlon Mejia (SLV) |

|                                             |                                                |       |        |                                                                                       |
| 3 juni Vriendschappelijk «onderlinge duels» | Brazilië                                       | 4 – 0 | Panama | Estádio Serra Dourada, Goiânia Toeschouwers: 20.000 Scheidsrechter: Raúl Orosco (BOL) |
| 3 juni Vriendschappelijk «onderlinge duels» | Neymar 27' Dani Alves 40' Hulk 46' Willian 73' |       |        | Estádio Serra Dourada, Goiânia Toeschouwers: 20.000 Scheidsrechter: Raúl Orosco (BOL) |

|                                                 |                                                         |       |        |                                                                               |
| 6 augustus Vriendschappelijk «onderlinge duels» | Peru                                                    | 3 – 0 | Panama | Estadio Nacional, Lima Toeschouwers: 6.000 Scheidsrechter: José Espinel (ECU) |
| 6 augustus Vriendschappelijk «onderlinge duels» | Carlos Ascues 44' Christian Ramos 81' Carlos Ascues 90' |       |        | Estadio Nacional, Lima Toeschouwers: 6.000 Scheidsrechter: José Espinel (ECU) |

|                                                  |                                                                          |       |      |                                                                                                 |
| 20 augustus Vriendschappelijk «onderlinge duels» | Panama                                                                   | 4 – 0 | Cuba | Estadio Rommel Fernández, Panama-Stad Toeschouwers: 6.000 Scheidsrechter: Valdin Legister (JAM) |
| 20 augustus Vriendschappelijk «onderlinge duels» | Darwin Pinzón 68' Juan de Gracia 72' Darwin Pinzón 74' Ismael Díaz 90+1' |       |      | Estadio Rommel Fernández, Panama-Stad Toeschouwers: 6.000 Scheidsrechter: Valdin Legister (JAM) |

| Copa Centroamericana 2014 |
| ------------------------- |

|                                                             |                                    |       |                                  |                                                                             |
| 7 september Copa Centroamericana Groep B «onderlinge duels» | Panama                             | 2 – 2 | Costa Rica                       | Cotton Bowl, Dallas Toeschouwers: 20.156 Scheidsrechter: Joel Aguilar (SLV) |
| 7 september Copa Centroamericana Groep B «onderlinge duels» | Johan Venegas 81' Celso Borges 87' |       | 51' Blas Pérez 71' Roberto Nurse | Cotton Bowl, Dallas Toeschouwers: 20.156 Scheidsrechter: Joel Aguilar (SLV) |

|                                                              |           |                                 |        |                                                                                                   |
| 10 september Copa Centroamericana Groep B «onderlinge duels» | Nicaragua | 0 – 2                           | Panama | BBVA Compass Stadium, Houston Toeschouwers: 19.287 Scheidsrechter: Walter López Castellanos (GUA) |
| 10 september Copa Centroamericana Groep B «onderlinge duels» |           | 81' Blas Pérez 82' Román Torres |        | BBVA Compass Stadium, Houston Toeschouwers: 19.287 Scheidsrechter: Walter López Castellanos (GUA) |

|                                                                   |             |                 |        | |
| 13 september Copa Centroamericana Troostfinale «onderlinge duels» | El Salvador | 0 – 1           | Panama | Los Angeles Memorial Coliseum, Los Angeles Toeschouwers: 41.969 Scheidsrechter: Jair Marrufo (USA) |
| 13 september Copa Centroamericana Troostfinale «onderlinge duels» |             | 5' Román Torres |        | Los Angeles Memorial Coliseum, Los Angeles Toeschouwers: 41.969 Scheidsrechter: Jair Marrufo (USA) |

|  |  |  |  |  |  |  |  |  |

|                                                 |                  |       |        |                                                                                        |
| 12 oktober Vriendschappelijk «onderlinge duels» | Mexico           | 1 – 0 | Panama | Estadio Corregidora, Querétaro Toeschouwers: 30.000 Scheidsrechter: Joel Aguilar (SLV) |
| 12 oktober Vriendschappelijk «onderlinge duels» | Erick Torres 89' |       |        | Estadio Corregidora, Querétaro Toeschouwers: 30.000 Scheidsrechter: Joel Aguilar (SLV) |

|                                                  |                            |       |                                                       |                                                                                          |
| 14 november Vriendschappelijk «onderlinge duels» | El Salvador                | 1 – 3 | Panama                                                | Estadio Cuscatlan, San Salvador Toeschouwers: 41.000 Scheidsrechter: Jeffrey Solís (CRC) |
| 14 november Vriendschappelijk «onderlinge duels» | Alexander Larín 39' (pen.) |       | 21' Nicolás Muñoz 25' Nicolás Muñoz 85' Roberto Nurse | Estadio Cuscatlan, San Salvador Toeschouwers: 41.000 Scheidsrechter: Jeffrey Solís (CRC) |

|                                                  |        |       |        |                                                                                              |
| 18 november Vriendschappelijk «onderlinge duels» | Panama | 0 – 0 | Canada | Estadio Rommel Fernández, Panama-Stad Toeschouwers: 19.457 Scheidsrechter: Chris Penso (USA) |
| 18 november Vriendschappelijk «onderlinge duels» |        |       |        | Estadio Rommel Fernández, Panama-Stad Toeschouwers: 19.457 Scheidsrechter: Chris Penso (USA) |

### 2015
|                                               |                    |                  |        |                                                                                   |
| 27 maart Vriendschappelijk «onderlinge duels» | Trinidad en Tobago | 0 – 1            | Panama | Ato Boldon Stadium, Couva Toeschouwers: 3.000 Scheidsrechter: Sherwin Moore (GUY) |
| 27 maart Vriendschappelijk «onderlinge duels» |                    | 16' Román Torres |        | Ato Boldon Stadium, Couva Toeschouwers: 3.000 Scheidsrechter: Sherwin Moore (GUY) |

|                                               |                                |       |                           |                                                                                                 |
| 31 maart Vriendschappelijk «onderlinge duels» | Panama                         | 2 – 1 | Costa Rica                | Estadio Rommel Fernández, Panama-Stad Toeschouwers: 18.500 Scheidsrechter: Luis Santander (MEX) |
| 31 maart Vriendschappelijk «onderlinge duels» | Blas Pérez 17' Luis Tejada 25' |       | 67' (pen.) Álvaro Saborio | Estadio Rommel Fernández, Panama-Stad Toeschouwers: 18.500 Scheidsrechter: Luis Santander (MEX) |

|                                             |                         |       |                    |                                                                                                  |
| 3 juni Vriendschappelijk «onderlinge duels» | Panama                  | 1 – 1 | Ecuador            | Estadio Rommel Fernández, Panama-Stad Toeschouwers: 10.000 Scheidsrechter: Paul Delgadillo (MEX) |
| 3 juni Vriendschappelijk «onderlinge duels» | Román Torres 64' (pen.) |       | 50' Fidel Martínez | Estadio Rommel Fernández, Panama-Stad Toeschouwers: 10.000 Scheidsrechter: Paul Delgadillo (MEX) |

|                                             |                                                                                |       |        |                                                                                                 |
| 6 juni Vriendschappelijk «onderlinge duels» | Ecuador                                                                        | 4 – 0 | Panama | Estadio Reales Tamarindos, Portoviejo Toeschouwers: 18.000 Scheidsrechter: Henry Gambetta (PER) |
| 6 juni Vriendschappelijk «onderlinge duels» | Miller Bolaños 27' Fidel Martínez 32' Fidel Martínez 41' Jefferson Montero 53' |       |        | Estadio Reales Tamarindos, Portoviejo Toeschouwers: 18.000 Scheidsrechter: Henry Gambetta (PER) |

| CONCACAF Gold Cup 2015 |
| ---------------------- |

|                                                     |                      |       |                   |                                                                                  |
| 7 juli CONCACAF Gold Cup Groep A «onderlinge duels» | Panama               | 1 – 1 | Haïti             | Toyota Stadium, Frisco Toeschouwers: 22.357 Scheidsrechter: Henry Bejarano (CRC) |
| 7 juli CONCACAF Gold Cup Groep A «onderlinge duels» | Alberto Quintero 56' |       | 86' Duckens Nazon | Toyota Stadium, Frisco Toeschouwers: 22.357 Scheidsrechter: Henry Bejarano (CRC) |

|                                                      |                |       |                 |                                                                                      |
| 10 juli CONCACAF Gold Cup Groep A «onderlinge duels» | Honduras       | 1 – 1 | Panama          | Gillette Stadium, Foxborough Toeschouwers: 46.720 Scheidsrechter: Marlon Mejia (SLV) |
| 10 juli CONCACAF Gold Cup Groep A «onderlinge duels» | Andy Najar 81' |       | 21' Luis Tejada | Gillette Stadium, Foxborough Toeschouwers: 46.720 Scheidsrechter: Marlon Mejia (SLV) |

|                                                      |                |       |                     |                                                                                    |
| 13 juli CONCACAF Gold Cup Groep A «onderlinge duels» | Panama         | 1 – 1 | Verenigde Staten    | Sporting Park, Kansas City Toeschouwers: 18.467 Scheidsrechter: Joel Aguilar (SLV) |
| 13 juli CONCACAF Gold Cup Groep A «onderlinge duels» | Blas Pérez 33' |       | 54' Michael Bradley | Sporting Park, Kansas City Toeschouwers: 18.467 Scheidsrechter: Joel Aguilar (SLV) |

|                                                          | |              | |                                                                                              |
| 19 juli CONCACAF Gold Cup Kwartfinale «onderlinge duels» | Trinidad en Tobago | 1 – 1 (n.v.) | Panama | MetLife Stadium, East Rutherford Toeschouwers: 74.187 Scheidsrechter: Héctor Rodríguez (HON) |
| 19 juli CONCACAF Gold Cup Kwartfinale «onderlinge duels» | Kenwyne Jones 54' |              | 37' Luis Tejada | MetLife Stadium, East Rutherford Toeschouwers: 74.187 Scheidsrechter: Héctor Rodríguez (HON) |
| 19 juli CONCACAF Gold Cup Kwartfinale «onderlinge duels» | Strafschoppen |              | | MetLife Stadium, East Rutherford Toeschouwers: 74.187 Scheidsrechter: Héctor Rodríguez (HON) |
| 19 juli CONCACAF Gold Cup Kwartfinale «onderlinge duels» | Ataullah Guerra Sheldon Bateau Joevin Jones Mekeil Williams Kenwyne Jones Radanfah Abu Bakr Daneil Cyrus Andre Boucaud Lester Peltier | 5 – 6        | Román Torres Gabriel Torres Erick Davis Abdiel Arroyo Armando Cooper Harold Cummings Alberto Quintero Blas Pérez Valentín Pimentel | MetLife Stadium, East Rutherford Toeschouwers: 74.187 Scheidsrechter: Héctor Rodríguez (HON) |

|                                                           |                  |       |                                                             |                                                                              |
| 22 juli CONCACAF Gold Cup Halve finale «onderlinge duels» | Panama           | 1 – 2 | Mexico                                                      | Georgia Dome, Atlanta Toeschouwers: 70.511 Scheidsrechter: Mark Geiger (USA) |
| 22 juli CONCACAF Gold Cup Halve finale «onderlinge duels» | Román Torres 57' |       | 90+10' (pen.) Andrés Guardado 105+1' (pen.) Andrés Guardado | Georgia Dome, Atlanta Toeschouwers: 70.511 Scheidsrechter: Mark Geiger (USA) |

|                                                                     |                                                                               |              |                                                           |                                                                            |
| 25 juli CONCACAF Gold Cup Troostfinale «onderlinge duels» 16:00 uur | Verenigde Staten                                                              | 1 – 1 (n.v.) | Panama                                                    | PPL Park, Chester Toeschouwers: 12.598 Scheidsrechter: Óscar Moncada (HON) |
| 25 juli CONCACAF Gold Cup Troostfinale «onderlinge duels» 16:00 uur | Clint Dempsey 70'                                                             |              | 55' Roberto Nurse                                         | PPL Park, Chester Toeschouwers: 12.598 Scheidsrechter: Óscar Moncada (HON) |
| 25 juli CONCACAF Gold Cup Troostfinale «onderlinge duels» 16:00 uur | Strafschoppen                                                                 |              |                                                           | PPL Park, Chester Toeschouwers: 12.598 Scheidsrechter: Óscar Moncada (HON) |
| 25 juli CONCACAF Gold Cup Troostfinale «onderlinge duels» 16:00 uur | Aron Jóhannsson Clint Dempsey Fabian Johnson Michael Bradley DaMarcus Beasley | 2 – 3        | Román Torres Adbiel Arroyo Armando Cooper Harold Cummings | PPL Park, Chester Toeschouwers: 12.598 Scheidsrechter: Óscar Moncada (HON) |

|  |  |  |  |  |  |  |  |  |

|                                                  |        |                     |         | |
| 4 september Vriendschappelijk «onderlinge duels» | Panama | 0 – 1               | Uruguay | Estadio Rommel Fernández, Panama-Stad Toeschouwers: onbekend Scheidsrechter: Jonathan Polanco (GUA) |
| 4 september Vriendschappelijk «onderlinge duels» |        | 82' Cristian Stuani |         | Estadio Rommel Fernández, Panama-Stad Toeschouwers: onbekend Scheidsrechter: Jonathan Polanco (GUA) |

|                                                  |                      |       |                      |                                                                                        |
| 8 september Vriendschappelijk «onderlinge duels» | Venezuela            | 1 – 1 | Panama               | Estadio Cachamay, Ciudad Guayana Toeschouwers: 9.239 Scheidsrechter: Juan Pontón (COL) |
| 8 september Vriendschappelijk «onderlinge duels» | Salomón Rondón 90+3' |       | 2' Rolando Blackburn | Estadio Cachamay, Ciudad Guayana Toeschouwers: 9.239 Scheidsrechter: Juan Pontón (COL) |

|                                                |                       |       |                                         |                                                                                                   |
| 8 oktober Vriendschappelijk «onderlinge duels» | Panama                | 1 – 2 | Trinidad en Tobago                      | Estadio Rommel Fernández, Panama-Stad Toeschouwers: 12.000 Scheidsrechter: Melvin Matamoros (HON) |
| 8 oktober Vriendschappelijk «onderlinge duels» | Valentín Pimentel 60' |       | 35' Kenwyne Jones 53' Radanfah Abu Bakr | Estadio Rommel Fernández, Panama-Stad Toeschouwers: 12.000 Scheidsrechter: Melvin Matamoros (HON) |

|                                                           |                 |       |        |                                                                  |
| 13 oktober Vriendschappelijk «onderlinge duels» 21:00 uur | Mexico          | 1 – 0 | Panama | Estadio Nemesio Díez, Toluca Scheidsrechter: Óscar Moncada (HON) |
| 13 oktober Vriendschappelijk «onderlinge duels» 21:00 uur | Carlos Vela 45' |       |        | Estadio Nemesio Díez, Toluca Scheidsrechter: Óscar Moncada (HON) |

|                                                                                    |         |                                          |        |                                                                         |
| 13 november Kwalificatie WK 2018 Vierde ronde Groep B «onderlinge duels» 21:00 uur | Jamaica | 0 – 2                                    | Panama | Independence Park, Kingston Scheidsrechter: Roberto García Orozco (MEX) |
| 13 november Kwalificatie WK 2018 Vierde ronde Groep B «onderlinge duels» 21:00 uur |         | 43' Armando Cooper 52' (e.d.) Wes Morgan |        | Independence Park, Kingston Scheidsrechter: Roberto García Orozco (MEX) |

|                                                                                    |                 |       |                                |                                                                          |
| 17 november Kwalificatie WK 2018 Vierde ronde Groep B «onderlinge duels» 20:30 uur | Panama          | 1 – 2 | Costa Rica                     | Estadio Rommel Fernández, Panama-Stad Scheidsrechter: Joel Aguilar (SLV) |
| 17 november Kwalificatie WK 2018 Vierde ronde Groep B «onderlinge duels» 20:30 uur | Luis Tejada 71' |       | 66' Bryan Ruiz 69' Marco Ureña | Estadio Rommel Fernández, Panama-Stad Scheidsrechter: Joel Aguilar (SLV) |

### 2016
|                                                   |                                                                           |       |      |                                                                               |
| 8 januari Kwalificatie CA 2016 «onderlinge duels» | Panama                                                                    | 4 – 0 | Cuba | Estadio Rommel Fernández, Panama-Stad Scheidsrechter: Fernando Guerrero (MEX) |
| 8 januari Kwalificatie CA 2016 «onderlinge duels» | Gabriel Gómez 4' Luis Tejada 18' (pen.) Armando Cooper 52' Blas Pérez 89' |       |      | Estadio Rommel Fernández, Panama-Stad Scheidsrechter: Fernando Guerrero (MEX) |

|                                                  |                  |       |             |                                                                                            |
| 17 februari Vriendschappelijk «onderlinge duels» | Panama           | 1 – 0 | El Salvador | Estadio Nuevo Maracaná, Panama-Stad Toeschouwers: 3.500 Scheidsrechter: Óscar Davila (NCA) |
| 17 februari Vriendschappelijk «onderlinge duels» | Martín Gómez 77' |       |             | Estadio Nuevo Maracaná, Panama-Stad Toeschouwers: 3.500 Scheidsrechter: Óscar Davila (NCA) |

|                                               |                                |       |        |                                                                                   |
| 15 maart Vriendschappelijk «onderlinge duels» | Nicaragua                      | 1 – 0 | Panama | Estadio Nacional, Managua Toeschouwers: 4.000 Scheidsrechter: Jaime Herrera (ESA) |
| 15 maart Vriendschappelijk «onderlinge duels» | Luis Manuel Galeano 48' (pen.) |       |        | Estadio Nacional, Managua Toeschouwers: 4.000 Scheidsrechter: Jaime Herrera (ESA) |

|                                                               |       |       |        |                                                                                            |
| 25 maart Kwalificatie WK 2018 Vierde ronde «onderlinge duels» | Haïti | 0 – 0 | Panama | Sylvio Catorstadion, Port-au-Prince Toeschouwers: 11.410 Scheidsrechter: Oscar Reyna (GUA) |
| 25 maart Kwalificatie WK 2018 Vierde ronde «onderlinge duels» |       |       |        | Sylvio Catorstadion, Port-au-Prince Toeschouwers: 11.410 Scheidsrechter: Oscar Reyna (GUA) |

|                                                               |                  |       |       |                                                                                                |
| 29 maart Kwalificatie WK 2018 Vierde ronde «onderlinge duels» | Panama           | 1 – 0 | Haïti | Estadio Rommel Fernández, Panama-Stad Toeschouwers: 13.082 Scheidsrechter: Óscar Moncada (HON) |
| 29 maart Kwalificatie WK 2018 Vierde ronde «onderlinge duels» | Felipe Baloy 81' |       |       | Estadio Rommel Fernández, Panama-Stad Toeschouwers: 13.082 Scheidsrechter: Óscar Moncada (HON) |

|                                             |        |                              |          | |
| 29 mei Vriendschappelijk «onderlinge duels» | Panama | 0 – 2                        | Brazilië | Dick's Sporting Goods Park, Commerce City Toeschouwers: 11.000 Scheidsrechter: Armando Castro (HON) |
| 29 mei Vriendschappelijk «onderlinge duels» |        | 2' Jonas 73' Gabriel Barbosa |          | Dick's Sporting Goods Park, Commerce City Toeschouwers: 11.000 Scheidsrechter: Armando Castro (HON) |

| Copa América Centenario |
| ----------------------- |

|                                                      |                               |       |                      |                                                                                 |
| 6 juni Copa América Groep D «onderlinge duels» 19:00 | Panama                        | 2 – 1 | Bolivia              | Citrus Bowl, Orlando Toeschouwers: 13.466 Scheidsrechter: Ricardo Montero (CRC) |
| 6 juni Copa América Groep D «onderlinge duels» 19:00 | Blas Pérez 11' Blas Pérez 87' |       | 54' Juan Carlos Arce | Citrus Bowl, Orlando Toeschouwers: 13.466 Scheidsrechter: Ricardo Montero (CRC) |

|                                                       |                                                                                          |       |        |                                                                                |
| 10 juni Copa América Groep D «onderlinge duels» 21:30 | Argentinië                                                                               | 5 – 0 | Panama | Soldier Field, Chicago Toeschouwers: 53.885 Scheidsrechter: Joel Aguilar (SLV) |
| 10 juni Copa América Groep D «onderlinge duels» 21:30 | Nicolás Otamendi 7' Lionel Messi 68' Lionel Messi 78' Lionel Messi 87' Sergio Aguëro 90' |       |        | Soldier Field, Chicago Toeschouwers: 53.885 Scheidsrechter: Joel Aguilar (SLV) |

|                                                       |                                                                             |       |                                     |                                                                                                 |
| 14 juni Copa América Groep D «onderlinge duels» 20:00 | Chili                                                                       | 4 – 2 | Panama                              | Lincoln Financial Field, Philadelphia Toeschouwers: 27.260 Scheidsrechter: Roddy Zambrano (ECU) |
| 14 juni Copa América Groep D «onderlinge duels» 20:00 | Eduardo Vargas 15' Eduardo Vargas 43' Alexis Sánchez 50' Alexis Sánchez 89' |       | 5' Miguel Camargo 75' Abdiel Arroyo | Lincoln Financial Field, Philadelphia Toeschouwers: 27.260 Scheidsrechter: Roddy Zambrano (ECU) |

|  |  |  |  |  |  |  |  |  |

|                                                            |        |       |           |                                                                                   |
| 10 augustus Vriendschappelijk «onderlinge duels» 19:30 uur | Panama | 0 – 0 | Guatemala | Nuevo Maracaná, Panama-Stad Toeschouwers: 2.100 Scheidsrechter: Raul Castro (HON) |
| 10 augustus Vriendschappelijk «onderlinge duels» 19:30 uur |        |       |           | Nuevo Maracaná, Panama-Stad Toeschouwers: 2.100 Scheidsrechter: Raul Castro (HON) |

|                                                                       |                                                                  |       |                        |                                                                                      |
| 6 september Kwalificatie WK 2018 Groep B «onderlinge duels» 19:30 uur | Costa Rica                                                       | 3 – 1 | Panama                 | Estadio Nacional, San José Toeschouwers: 34.219 Scheidsrechter: Roberto García (MEX) |
| 6 september Kwalificatie WK 2018 Groep B «onderlinge duels» 19:30 uur | Christian Bolaños 19' Christian Bolaños 79' Ronald Matarrita 84' |       | 90' (pen.) Luis Tejada | Estadio Nacional, San José Toeschouwers: 34.219 Scheidsrechter: Roberto García (MEX) |

|                                                           |        |                   |        |                                                                              |
| 11 oktober Vriendschappelijk «onderlinge duels» 20:30 uur | Panama | 0 – 1             | Mexico | Toyota Park, Bridgeview Toeschouwers: 19.017 Scheidsrechter: Ted Unkel (USA) |
| 11 oktober Vriendschappelijk «onderlinge duels» 20:30 uur |        | 59' Oribe Peralta |        | Toyota Park, Bridgeview Toeschouwers: 19.017 Scheidsrechter: Ted Unkel (USA) |

|                                                                       |          |                   |        | |
| 11 november Kwalificatie WK 2018 Groep A «onderlinge duels» 14:30 uur | Honduras | 0 – 1             | Panama | Estadio Olímpico Metropolitano, San Pedro Sula Toeschouwers: 37.253 Scheidsrechter: Yadel Martínez (CUB) |
| 11 november Kwalificatie WK 2018 Groep A «onderlinge duels» 14:30 uur |          | 22' Fidel Escobar |        | Estadio Olímpico Metropolitano, San Pedro Sula Toeschouwers: 37.253 Scheidsrechter: Yadel Martínez (CUB) |

|                                                                       |        |       |        |                                                                                                  |
| 15 november Kwalificatie WK 2018 Groep A «onderlinge duels» 21:00 uur | Panama | 0 – 0 | Mexico | Estadio Rommel Fernández, Panama-Stad Toeschouwers: 26.375 Scheidsrechter: Ricardo Montero (CRC) |
| 15 november Kwalificatie WK 2018 Groep A «onderlinge duels» 21:00 uur |        |       |        | Estadio Rommel Fernández, Panama-Stad Toeschouwers: 26.375 Scheidsrechter: Ricardo Montero (CRC) |

### 2017
| Copa Centroamericana |
| -------------------- |

|                                                              |        |       |        |                                                                          |
| 13 januari Copa Centroamericana «onderlinge duels» 21:00 uur | Panama | 0 – 0 | Belize | Estadio Rommel Fernández, Panama-Stad Scheidsrechter: Walter López (GUA) |
| 13 januari Copa Centroamericana «onderlinge duels» 21:00 uur |        |       |        | Estadio Rommel Fernández, Panama-Stad Scheidsrechter: Walter López (GUA) |

|                                                              |                                     |       |                  |                                                                          |
| 15 januari Copa Centroamericana «onderlinge duels» 18:00 uur | Panama                              | 2 – 1 | Nicaragua        | Estadio Rommel Fernández, Panama-Stad Scheidsrechter: Joel Aguilar (SLV) |
| 15 januari Copa Centroamericana «onderlinge duels» 18:00 uur | Roderick Miller 8' Josiel Núñez 12' |       | 30' Bryan García | Estadio Rommel Fernández, Panama-Stad Scheidsrechter: Joel Aguilar (SLV) |

|                                                              |        |                            |          |                                                                          |
| 17 januari Copa Centroamericana «onderlinge duels» 21:00 uur | Panama | 0 – 1                      | Honduras | Estadio Rommel Fernández, Panama-Stad Scheidsrechter: Jair Marrufo (USA) |
| 17 januari Copa Centroamericana «onderlinge duels» 21:00 uur |        | 36' (pen.) Eddie Hernández |          | Estadio Rommel Fernández, Panama-Stad Scheidsrechter: Jair Marrufo (USA) |

|                                                              |                   |       |             |                                                                          |
| 20 januari Copa Centroamericana «onderlinge duels» 21:00 uur | Panama            | 1 – 0 | El Salvador | Estadio Rommel Fernández, Panama-Stad Scheidsrechter: Walter López (GUA) |
| 20 januari Copa Centroamericana «onderlinge duels» 21:00 uur | Abdiel Arroyo 82' |       |             | Estadio Rommel Fernández, Panama-Stad Scheidsrechter: Walter López (GUA) |

|                                                              |                    |       |            |                                                                           |
| 22 januari Copa Centroamericana «onderlinge duels» 16:00 uur | Panama             | 1 – 0 | Costa Rica | Estadio Rommel Fernández, Panama-Stad Scheidsrechter: Oscar Moncada (HON) |
| 22 januari Copa Centroamericana «onderlinge duels» 16:00 uur | Armando Cooper 67' |       |            | Estadio Rommel Fernández, Panama-Stad Scheidsrechter: Oscar Moncada (HON) |

|  |  |  |  |  |  |  |  |  |

|                                                                         |                  |       |        |                                                                               |
| 24 maart Kwalificatie WK 2018 Vijfde ronde «onderlinge duels» 19:00 uur | Trinidad en T.   | 1 – 0 | Panama | Hasely Crawford Stadium, Port of Spain Scheidsrechter: Melvin Matamoros (HON) |
| 24 maart Kwalificatie WK 2018 Vijfde ronde «onderlinge duels» 19:00 uur | Kevin Molino 37' |       |        | Hasely Crawford Stadium, Port of Spain Scheidsrechter: Melvin Matamoros (HON) |

|                                                                         |                           |       |                   |                                                                                              |
| 28 maart Kwalificatie WK 2018 Vijfde ronde «onderlinge duels» 21:00 uur | Panama                    | 1 – 1 | Verenigde Staten  | Estadio Rommel Fernández, Panama-Stad Toeschouwers: 23.052 Scheidsrechter: César Ramos (MEX) |
| 28 maart Kwalificatie WK 2018 Vijfde ronde «onderlinge duels» 21:00 uur | Gabriel Enrique Gómez 44' |       | 40' Clint Dempsey | Estadio Rommel Fernández, Panama-Stad Toeschouwers: 23.052 Scheidsrechter: César Ramos (MEX) |

|                                                                       |            |       |        |                                                                                    |
| 8 juni Kwalificatie WK 2018 Vijfde ronde «onderlinge duels» 20:00 uur | Costa Rica | 0 – 0 | Panama | Estadio Nacional, San José Toeschouwers: 35.040 Scheidsrechter: Jair Marrufo (USA) |
| 8 juni Kwalificatie WK 2018 Vijfde ronde «onderlinge duels» 20:00 uur |            |       |        | Estadio Nacional, San José Toeschouwers: 35.040 Scheidsrechter: Jair Marrufo (USA) |

|                                                                        |                                 |       |                                   |                                                                                   |
| 13 juni Kwalificatie WK 2018 Vijfde ronde «onderlinge duels» 20:30 uur | Panama                          | 2 – 2 | Honduras                          | Estadio Rommel Fernández, Panama-Stad Scheidsrechter: Roberto García Orozco (MEX) |
| 13 juni Kwalificatie WK 2018 Vijfde ronde «onderlinge duels» 20:30 uur | Blas Pérez 41' Román Torres 90' |       | 6' Romell Quioto 65' Alberth Elis | Estadio Rommel Fernández, Panama-Stad Scheidsrechter: Roberto García Orozco (MEX) |

| CONCACAF Gold Cup |
| ----------------- |

|                                                               |                  |       |                    |                                                                                        |
| 8 juli CONCACAF Gold Cup Groep B «onderlinge duels» 16:30 uur | Verenigde Staten | 1 – 1 | Panama             | Nissan Stadium, Nashville Toeschouwers: 47.622 Scheidsrechter: Fernando Guerrero (MEX) |
| 8 juli CONCACAF Gold Cup Groep B «onderlinge duels» 16:30 uur | Dom Dwyer 50'    |       | 60' Miguel Camargo | Nissan Stadium, Nashville Toeschouwers: 47.622 Scheidsrechter: Fernando Guerrero (MEX) |

|                                                                |                                    |       |                      |                                                                 |
| 12 juli CONCACAF Gold Cup Groep B «onderlinge duels» 18:30 uur | Panama                             | 2 – 1 | Nicaragua            | Raymond James Stadium, Tampa Scheidsrechter: Drew Fischer (CAN) |
| 12 juli CONCACAF Gold Cup Groep B «onderlinge duels» 18:30 uur | Ismael Díaz 50' Gabriel Torres 57' |       | 49' Carlos Chavarría | Raymond James Stadium, Tampa Scheidsrechter: Drew Fischer (CAN) |

|                                             |                                                          |       |            |                                                                     |
| 15 juli CONCACAF Gold Cup Groep B 16:30 uur | Panama                                                   | 3 – 0 | Martinique | FirstEnergy Stadium, Cleveland Scheidsrechter: Roberto García (MEX) |
| 15 juli CONCACAF Gold Cup Groep B 16:30 uur | Michael Murillo 44' Abdiel Arroyo 60' Gabriel Torres 67' |       |            | FirstEnergy Stadium, Cleveland Scheidsrechter: Roberto García (MEX) |

|                                                                    |                         |       |        |                                                                           |
| 19 juli CONCACAF Gold Cup Kwartfinale «onderlinge duels» 18:00 uur | Costa Rica              | 1 – 0 | Panama | Lincoln Financial Field, Philadelphia Scheidsrechter: Óscar Moncada (HON) |
| 19 juli CONCACAF Gold Cup Kwartfinale «onderlinge duels» 18:00 uur | Aníbal Godoy 77' (e.d.) |       |        | Lincoln Financial Field, Philadelphia Scheidsrechter: Óscar Moncada (HON) |

|  |  |  |  |  |  |  |  |  |

|                                                                            |                    |       |        |                                                                            |
| 1 september Kwalificatie WK 2018 Vijfde ronde «onderlinge duels» 20:30 uur | Mexico             | 1 – 0 | Panama | Aztekenstadion, Mexico-Stad Scheidsrechter: Walter López Castellanos (GUA) |
| 1 september Kwalificatie WK 2018 Vijfde ronde «onderlinge duels» 20:30 uur | Hirving Lozano 53' |       |        | Aztekenstadion, Mexico-Stad Scheidsrechter: Walter López Castellanos (GUA) |

|                                                                            |                                                                  |       |                    |                                                                                                 |
| 5 september Kwalificatie WK 2018 Vijfde ronde «onderlinge duels» 21:00 uur | Panama                                                           | 3 – 0 | Trinidad en Tobago | Estadio Rommel Fernández, Panama-Stad Toeschouwers: 19.000 Scheidsrechter: Henry Bejarano (CRC) |
| 5 september Kwalificatie WK 2018 Vijfde ronde «onderlinge duels» 21:00 uur | Gabriel Torres 39' Carlyle Mitchell 58' (e.d.) Abdiel Arroyo 85' |       |                    | Estadio Rommel Fernández, Panama-Stad Toeschouwers: 19.000 Scheidsrechter: Henry Bejarano (CRC) |

|                                                                          |                                                                                |       |        |                                                                                         |
| 6 oktober Kwalificatie WK 2018 Vijfde ronde «onderlinge duels» 19:30 uur | Verenigde Staten                                                               | 4 – 0 | Panama | Orlando City Stadium, Orlando Toeschouwers: 25.303 Scheidsrechter: Roberto García (MEX) |
| 6 oktober Kwalificatie WK 2018 Vijfde ronde «onderlinge duels» 19:30 uur | Christian Pulisic 8' Jozy Altidore 19' Jozy Altidore 43' (pen.) Bobby Wood 63' |       |        | Orlando City Stadium, Orlando Toeschouwers: 25.303 Scheidsrechter: Roberto García (MEX) |

|                                                           |                                             |       |                           |                                                                                     |
| 9 november Vriendschappelijk «onderlinge duels» 19:30 uur | Iran                                        | 2 – 1 | Panama                    | Merkur Arena, Graz Toeschouwers: 3.000 Scheidsrechter: Manfred Schüttengruber (AUT) |
| 9 november Vriendschappelijk «onderlinge duels» 19:30 uur | Ashkan Dejagah 15' (pen.) Saman Ghoddos 18' |       | 39' (pen.) Gabriel Torres | Merkur Arena, Graz Toeschouwers: 3.000 Scheidsrechter: Manfred Schüttengruber (AUT) |

|                                                              |                  |       |                    |                                                                                         |
| 14 november Vriendschappelijk № «onderlinge duels» 20:45 uur | Wales            | 1 – 1 | Panama             | Cardiff City Stadium, Cardiff Toeschouwers: 13.747 Scheidsrechter: Bart Vertenten (BEL) |
| 14 november Vriendschappelijk № «onderlinge duels» 20:45 uur | Tom Lawrence 75' |       | 90' Armando Cooper | Cardiff City Stadium, Cardiff Toeschouwers: 13.747 Scheidsrechter: Bart Vertenten (BEL) |

### 2018
|                                                           |                 |       |        |                                                                                      |
| 22 maart Vriendschappelijk № «onderlinge duels» 20:45 uur | Denemarken      | 1 – 0 | Panama | Brøndby Stadion, Brøndbyvester Toeschouwers: 11.160 Scheidsrechter: Neil Doyle (IRL) |
| 22 maart Vriendschappelijk № «onderlinge duels» 20:45 uur | Pione Sisto 69' |       |        | Brøndby Stadion, Brøndbyvester Toeschouwers: 11.160 Scheidsrechter: Neil Doyle (IRL) |

|                                                           | |       |        |                                                                                |
| 27 maart Vriendschappelijk № «onderlinge duels» 19:00 uur | Zwitserland                                                                                                   | 6 – 0 | Panama | Swissporarena, Luzern Toeschouwers: 8.600 Scheidsrechter: Oliver Drachta (AUT) |
| 27 maart Vriendschappelijk № «onderlinge duels» 19:00 uur | Blerim Džemaili 22' Granit Xhaka 31' (pen.) Breel Embolo 33' Steven Zuber 39' Josip Drmić 49' Fabian Frei 68' |       |        | Swissporarena, Luzern Toeschouwers: 8.600 Scheidsrechter: Oliver Drachta (AUT) |

|                                                         |        |       |               |                                                                                                 |
| 29 mei Vriendschappelijk № «onderlinge duels» 20:00 uur | Panama | 0 – 0 | Noord-Ierland | Estadio Rommel Fernández, Panama-Stad Toeschouwers: 26.000 Scheidsrechter: Henry Bejarano (CRC) |
| 29 mei Vriendschappelijk № «onderlinge duels» 20:00 uur |        |       |               | Estadio Rommel Fernández, Panama-Stad Toeschouwers: 26.000 Scheidsrechter: Henry Bejarano (CRC) |

|                                                         |                |       |        |                                                                                   |
| 6 juni Vriendschappelijk № «onderlinge duels» 19:00 uur | Noorwegen      | 1 – 0 | Panama | Ullevaal Stadion, Oslo Toeschouwers: 7.458 Scheidsrechter: Serdar Gözübüyük (NED) |
| 6 juni Vriendschappelijk № «onderlinge duels» 19:00 uur | Joshua King 4' |       |        | Ullevaal Stadion, Oslo Toeschouwers: 7.458 Scheidsrechter: Serdar Gözübüyük (NED) |

|                                                               |        |                           |           |                                                                                                |
| 11 september Vriendschappelijk № «onderlinge duels» 21:00 uur | Panama | 0 – 2                     | Venezuela | Estadio Rommel Fernández, Panama-Stad Toeschouwers: 20,000 Scheidsrechter: Oshane Nation (JAM) |
| 11 september Vriendschappelijk № «onderlinge duels» 21:00 uur |        | Salomón Rondón 67', 90+3' |           | Estadio Rommel Fernández, Panama-Stad Toeschouwers: 20,000 Scheidsrechter: Oshane Nation (JAM) |

|                                                             |                                  |       |                                         |                                                                                    |
| 16 oktober Vriendschappelijk № «onderlinge duels» 20:00 uur | Zuid-Korea                       | 2 – 2 | Panama                                  | Cheonanstadion, Cheonan Toeschouwers: 25,556 Scheidsrechter: Alireza Faghani (IRN) |
| 16 oktober Vriendschappelijk № «onderlinge duels» 20:00 uur | Park Joo-ho 6' Hwang In-Beom 33' |       | Abdiel Arroyo 45' Rolando Blackburn 49' | Cheonanstadion, Cheonan Toeschouwers: 25,556 Scheidsrechter: Alireza Faghani (IRN) |

|                                                              |                     |       |                                       | |
| 20 november Vriendschappelijk № «onderlinge duels» 20:00 uur | Panama              | 1 – 2 | Ecuador                               | Estadio Rommel Fernández, Panama-Stad Toeschouwers: 12,000 Scheidsrechter: Armando Villareal (USA) |
| 20 november Vriendschappelijk № «onderlinge duels» 20:00 uur | Harold Cummings 84' |       | John Cifuente 57', Enner Valencia 88' | Estadio Rommel Fernández, Panama-Stad Toeschouwers: 12,000 Scheidsrechter: Armando Villareal (USA) |

| Wereldkampioenschap voetbal 2018 |
| -------------------------------- |

|                                                        |                                                       |       |        |                                                                                          |
| 18 juni WK 2018 Groep G № «onderlinge duels» 18:00 uur | België                                                | 3 – 0 | Panama | Olympisch Stadion Fisjt, Sotsji Toeschouwers: 43.257 Scheidsrechter: Janny Sikazwe (ZAM) |
| 18 juni WK 2018 Groep G № «onderlinge duels» 18:00 uur | Dries Mertens 47' Romelu Lukaku 69' Romelu Lukaku 75' |       |        | Olympisch Stadion Fisjt, Sotsji Toeschouwers: 43.257 Scheidsrechter: Janny Sikazwe (ZAM) |

|                                                        | |       |                  |                                                                                                  |
| 24 juni WK 2018 Groep G № «onderlinge duels» 15:00 uur | Engeland | 6 – 1 | Panama           | Stadion Nizjni Novgorod, Nizjni Novgorod Toeschouwers: 43.319 Scheidsrechter: Gehad Grisha (EGY) |
| 24 juni WK 2018 Groep G № «onderlinge duels» 15:00 uur | John Stones 8' Harry Kane 22' (pen.) Jesse Lingard 36' John Stones 40' Harry Kane 45+1' (pen.) Harry Kane 62' |       | 78' Felipe Baloy | Stadion Nizjni Novgorod, Nizjni Novgorod Toeschouwers: 43.319 Scheidsrechter: Gehad Grisha (EGY) |

|                                                        |                           |       |                                              |                                                                                    |
| 28 juni WK 2018 Groep G № «onderlinge duels» 21:00 uur | Panama                    | 1 – 2 | Tunesië                                      | Mordovia Arena, Saransk Toeschouwers: 37.168 Scheidsrechter: Nawaf Shukralla (USA) |
| 28 juni WK 2018 Groep G № «onderlinge duels» 21:00 uur | Yassine Meriah 33' (e.d.) |       | 51' Fakhreddine Ben Youssef 66' Wahbi Khazri | Mordovia Arena, Saransk Toeschouwers: 37.168 Scheidsrechter: Nawaf Shukralla (USA) |

|  |  |  |  |  |  |  |  |  |

### 2019
|                                                           |                   |       |                    |                                                                                  |
| 23 maart Vriendschappelijk № «onderlinge duels» 18:00 uur | Brazilië          | 1 – 1 | Panama             | Estádio do Dragão Porto Toeschouwers: 39,410 Scheidsrechter: João Pinheiro (POR) |
| 23 maart Vriendschappelijk № «onderlinge duels» 18:00 uur | Lucas Paquetá 31' |       | Adolfo Machado 35' | Estádio do Dragão Porto Toeschouwers: 39,410 Scheidsrechter: João Pinheiro (POR) |

|                                                         |        |       |            |                                                                                                |
| 29 mei Vriendschappelijk № «onderlinge duels» 20:00 uur | Panama | 0 – 0 | Baskenland | Estadio Rommel Fernández, Panama-Stad Toeschouwers: 10.000 Scheidsrechter: Jaime Herrera (SLV) |
| 29 mei Vriendschappelijk № «onderlinge duels» 20:00 uur |        |       |            | Estadio Rommel Fernández, Panama-Stad Toeschouwers: 10.000 Scheidsrechter: Jaime Herrera (SLV) |

|                                                         |                                                         |       |        |                                                                                          |
| 3 juni Vriendschappelijk № «onderlinge duels» 17:00 uur | Colombia                                                | 3 – 0 | Panama | Estadio El Campín, Bogota Toeschouwers: 12,000 Scheidsrechter: Luis Eduardo Quiroz (ECU) |
| 3 juni Vriendschappelijk № «onderlinge duels» 17:00 uur | William Tesillo 6', Luis Muriel 38', Radamel Falcao 45' |       |        | Estadio El Campín, Bogota Toeschouwers: 12,000 Scheidsrechter: Luis Eduardo Quiroz (ECU) |

| CONCACAF Gold Cup 2019 |
| ---------------------- |

|                                                 |                                            |       |                    |                                                                                      |
| 18 juni Gold Cup № «onderlinge duels» 18:30 uur | Panama                                     | 2 – 0 | Trinidad en Tobago | Allianz Field, Saint Paul Toeschouwers: 19.418 Scheidsrechter: Adonai Escobedo (MEX) |
| 18 juni Gold Cup № «onderlinge duels» 18:30 uur | Armando Cooper 53' Édgar Yoel Bárcenas 68' |       |                    | Allianz Field, Saint Paul Toeschouwers: 19.418 Scheidsrechter: Adonai Escobedo (MEX) |

|                                                      |                       |       |                                                                            |                                                                                            |
| 22 juni Gold Cup 2019 № «onderlinge duels» 17:30 uur | Guyana                | 2 – 4 | Panama                                                                     | FirstEnergy Stadium, Cleveland Toeschouwers: 23.921 Scheidsrechter: Daneon Parchment (JAM) |
| 22 juni Gold Cup 2019 № «onderlinge duels» 17:30 uur | Neil Danns 33', 90+3' |       | Abidel Arroyo 16' Terence Vancooten 40' Erick Davis 51' Gabriel Torres 86' | FirstEnergy Stadium, Cleveland Toeschouwers: 23.921 Scheidsrechter: Daneon Parchment (JAM) |

|                                                                  |                    |       |        | |
| 30 juni Gold Cup 2019 Kwartfinale № «onderlinge duels» 20:30 uur | Jamaica            | 1 – 0 | Panama | Lincoln Financial Field, Philadelphia Toeschouwers: 26.233 Scheidsrechter: Mario Escobar Toca (GUA) |
| 30 juni Gold Cup 2019 Kwartfinale № «onderlinge duels» 20:30 uur | Darren Mattock 75' |       |        | Lincoln Financial Field, Philadelphia Toeschouwers: 26.233 Scheidsrechter: Mario Escobar Toca (GUA) |

|                                                        |                     |       |                                                                           |                                                                        |
| 5 september CNL 2019/20 № «onderlinge duels» 18:00 uur | Bermuda             | 1 – 4 | Panama                                                                    | Nationaal Stadion, Devonshire Scheidsrechter: Raúl Castro Zúñiga (HON) |
| 5 september CNL 2019/20 № «onderlinge duels» 18:00 uur | Harold Cummings 44' |       | Gabriel Torres 31' 36' Rolando Blackburn 45' Adalberto Carrasquilla 90+3' | Nationaal Stadion, Devonshire Scheidsrechter: Raúl Castro Zúñiga (HON) |

|                                                        |        |                      |         |                                                                             |
| 8 september CNL 2019/20 № «onderlinge duels» 20:00 uur | Panama | 0 – 2                | Bermuda | Estadio Rommel Fernández, Panama-Stad Scheidsrechter: Nitzar Sandoval (NCA) |
| 8 september CNL 2019/20 № «onderlinge duels» 20:00 uur |        | Nahki Wells 22', 61' |         | Estadio Rommel Fernández, Panama-Stad Scheidsrechter: Nitzar Sandoval (NCA) |

|                                                       |                                                                 |       |                    |                                                               |
| 15 oktober CNL 2019/20 № «onderlinge duels» 22:00 uur | Mexico                                                          | 3 – 1 | Panama             | Aztekenstadion, Mexico-Stad Scheidsrechter: Ivan Barton (SLV) |
| 15 oktober CNL 2019/20 № «onderlinge duels» 22:00 uur | Roberto Alvarado 28' José Juan Macías 75' Rodolfo Pizarro 90+2' |       | Carlos Salcedo 42' | Aztekenstadion, Mexico-Stad Scheidsrechter: Ivan Barton (SLV) |

FEPAFUT · A-internationals · Selecties · Bondscoaches · Panamees vrouwenelftal · Panama U21 · Panama U20 · Panama U19 · Panama U18 · Panama U17
1930 – 1949 · 
1950 – 1959 · 
1960 – 1969 · 
1970 – 1979 · 
1980 – 1989 · 
1990 – 1999 · 
2000 – 2009 · 
2010 – 2019 ·
2020 – 2029
CGC 1991 · 
CGC 1993 · 
CGC 1996 · 
CGC 1998 · 
CGC 2000 · 
CGC 2002 · 
CGC 2003 · 
CGC 2005 · 
CGC 2007 · 
CGC 2009 · 
CGC 2011 · 
CGC 2013 · 
CGC 2021
WK 2018
1938 · 
1939 · 
1940 · 
1941 · 
1942 · 1943 · 1944 · 1945 · 
1946 · 
1947 · 
1948 · 
1949 · 
1950 · 
1951 · 
1952 · 
1953 · 
1954 · 
1955 · 
1956 · 
1957 · 
1958 · 
1959 · 
1960 · 
1961 · 
1962 · 
1963 · 
1964 · 
1965 · 
1966 · 
1967 · 
1968 · 
1969 · 
1970 · 
1971 · 
1972 · 
1973 · 
1974 · 
1975 · 
1976 · 
1977 · 
1978 · 
1979 · 
1980 · 
1981 · 
1982 · 
1983 · 
1984 · 
1985 · 
1986 · 
1987 · 
1988 · 
1989 · 
1990 · 
1991 · 
1992 · 
1993 · 
1994 · 
1995 · 
1996 · 
1997 · 
1998 · 
1999 · 
2000 · 
2001 · 
2002 · 
2003 · 
2004 · 
2005 · 
2006 · 
2007 · 
2008 · 
2009 · 
2010 · 
2011 · 
2012 · 
2013 · 
2014 · 
2015 · 
2016 · 
2017 ·
2018 ·
2019 ·
2020 ·
2021 ·
2022 ·
2023 ·
2024
Anguilla ·
Argentinië · 
Armenië · 
Aruba · 
Bahama's ·
Bahrein ·
Barbados ·
België · 
Belize · 
Bermuda · 
Bolivia · 
Brazilië · 
Canada · 
Chili · 
Colombia · 
Costa Rica · 
Cuba · 
Curaçao ·
Denemarken ·
Dominica · 
Dominicaanse Republiek · 
Ecuador · 
El Salvador · 
Engeland · 
Grenada · 
Guadeloupe ·
Guatemala · 
Guyana · 
Haïti · 
Honduras · 
Iran · 
Jamaica · 
Japan · 
Kameroen ·
Mexico · 
Montserrat ·
Nederlandse Antillen · 
Nicaragua · 
Noord-Ierland ·
Noorwegen ·
Paraguay · 
Peru · 
Portugal · 
Puerto Rico · 
Qatar ·
Saint Lucia · 
Saoedi-Arabië ·
Servië ·
Spanje · 
Taiwan · 
Trinidad en Tobago ·
Tunesië ·  
Uruguay ·  
Venezuela · 
Verenigde Staten ·
Wales ·
Zuid-Afrika ·
Zuid-Korea ·
Zwitserland
België (2018) ·
Engeland (2018) ·
Tunesië (2018)
AFC-zone: Afghanistan · Australië · Bahrein · Bangladesh · Bhutan · Brunei · Cambodja · China · Chinees Taipei · Filipijnen · Guam · Hongkong · India · Indonesië · Iran · Irak · Japan · Jemen · Jordanië · Koeweit · Kirgizië · Laos · Libanon · Macau · Maleisië · Maldiven · Mongolië · Myanmar · Nepal · Noord-Korea · Oezbekistan · Oman · Oost-Timor · Pakistan · Palestina · Qatar · Saoedi-Arabië · Singapore · Sri Lanka · Syrië · Tadjikistan · Thailand · Turkmenistan · Verenigde Arabische Emiraten · Vietnam · Zuid-Korea

CAF-zone: Algerije · Angola · Benin · Botswana · Burkina Faso · Burundi · Centraal-Afrikaanse Republiek · Comoren · Congo-Brazzaville · Congo-Kinshasa · Djibouti · Egypte · Equatoriaal-Guinea · Eritrea · Ethiopië · Gabon · Gambia · Ghana · Guinee · Guinee-Bissau · Ivoorkust · Kaapverdië · Kameroen · Kenia · Lesotho · Liberia · Libië · Madagaskar · Malawi · Mali · Mauritanië · Mauritius · Marokko · Mozambique · Namibië · Niger · Nigeria · Oeganda · Rwanda · Sao Tomé en Principe · Senegal · Seychellen · Sierra Leone · Soedan · Somalië · Swaziland · Tanzania · Togo · Tsjaad · Tunesië · Zambia · Zimbabwe · Zuid-Afrika · Zuid-Soedan 

CONCACAF-zone: Amerikaanse Maagdeneilanden · Anguilla · Antigua en Barbuda · Aruba · Bahama's · Barbados · Belize · Bermuda · Britse Maagdeneilanden · Canada · Kaaimaneilanden · Costa Rica · Cuba · Curaçao · Dominica · Dominicaanse Republiek · El Salvador · Frans Guyana · Grenada · Guadeloupe · Guatemala · Guyana · Haïti · Honduras · Jamaica · Martinique · Mexico · Montserrat · 
Nicaragua · Panama · Puerto Rico · Saint Kitts en Nevis · Saint Lucia · Saint Vincent en de Grenadines · Sint Maarten · Suriname · Trinidad en Tobago · Turks- en Caicoseilanden · Verenigde Staten

CONMEBOL-zone: Argentinië · Bolivia · Brazilië · Chili · Colombia · Ecuador · Paraguay · Peru · Uruguay · Venezuela

OFC-zone: Amerikaans-Samoa · Cookeilanden · Fiji · Nieuw-Caledonië · Nieuw-Zeeland · Papoea-Nieuw-Guinea · Samoa · Salomoneilanden · Tahiti · Tonga · Vanuatu

UEFA-zone: Albanië · Andorra · Armenië · Azerbeidzjan · België · Bosnië en Herzegovina · Bulgarije · Cyprus · Denemarken · Duitsland · Engeland · Estland · Faeröer · Finland · Frankrijk · Georgië · Gibraltar · Griekenland · Hongarije · IJsland · Ierland · Israël · Italië · Kazachstan · Kosovo · Kroatië · Letland · Liechtenstein · Litouwen · Luxemburg · Macedonië · Malta · Moldavië · Montenegro · Nederland · Noord-Ierland · Noorwegen · Oekraïne · Oostenrijk · Polen · Portugal · Roemenië · Rusland · San Marino · Schotland · Servië · Slovenië · Slowakije · Spanje · Tsjechië · Turkije · Wales · Wit-Rusland · Zweden · Zwitserland